# Скупевские
Скупевские (пол. Skupiewski ) — дворянский род.
Жили в Земле Нурской. Яков Скупевский владел там имением Скупе, на котором в 1721 году обеспечил жене своей Агнесе урожденной Ушинской 350 злотых.

## Описание герба
Герб Белина 3 или СкупевскийВ голубом поле три подковы, расположенные треугольником передками внутрь, шипами одна к правой, другая к левой стороне щита, а третья к его подошве. В последнюю упирается остриём вниз меч, золотая рукоятка которого имеет вид креста. Над рукоятью меча сова, вправо.
Над короной видна в золотой броне вооруженная мечом рука. Герб Белина 3 (употребляют: Скупевские) внесен в Часть 1 Гербовника дворянских родов Царства Польского, стр. 56. Герб также используют: Skupieński, Skupiński.
См. также Герб Белина 2 и Лзава